# خبرگزاری دانشجو
خبرگزاری دانشجو یکی از خبرگزاری‌های فعال در ایران است. این خبرگزاری وابسته به بسیج دانشجویی است و حسین فرزندی مدیرمسئولی آن را بر عهده دارد. تلویزیون اینترنتی خبرگزاری دانشجو همزمان با انتخابات ریاست جمهوری سال ۱۴۰۰ شروع به کار کرد. 

## تاریخچه
خبرگزاری دانشجو در سال ۱۳۸۳ با عنوان «شبکه خبر دانشجویان» آغاز به کار کرد. این پایگاه خبری در دهه ۹۰ شمسی با اخذ مجوز رسمی به «خبرگزاری دانشجو» ارتقا یافت.

## سرویس ها
- تلویزیون اینترنی دانشجو (SNN TV)
- دانشگاه
- بین الملل
- سیاسی
- ورزشی
- اقتصادی
- اجتماعی
- فرهنگی

## افراد کلیدی
مدیرعامل: حسین فرزندی
سردبیر: آرش براری
جانشین سردبیر: مازیار شیری
دبیر دانشگاه: سعید جلیلی
دبیر بین الملل: علی صفری
دبیر اقتصادی: محمد نجارصادقی
دبیر سیاسی: مهدی تیماجی
سرویس فضای مجازی: علی توسلی قمصری
دبیر فرهنگی: میرجعفری